# 賭城風雲III
《賭城風雲III》（英語：From Vegas to Macau III；中國大陸譯名《澳門風雲3》）是一部於2016年上映的喜劇電影，為《賭城風雲系列電影》的第三部作品，亦將是該系列的最後一部作品。該片由星王朝电影、博納影業集團、寰亞電影、太陽娛樂文化、邵氏兄弟电影有限公司、中国星集团以及梦造者娱乐共同投资出品。由王晶、劉偉強及鍾少雄擔任導演，王晶、劉偉強及王雅琳擔任監製。由周潤發、劉德華、張學友、張家輝、劉嘉玲等演出。
在《賭城風雲II》於票房取得成功後，投資方即宣佈將於2015年年中開拍本片，并將會在2016年農曆新年上映。
電影先於2015年7月開機，並於同年8月於香港將軍澳電視廣播城舉行開鏡拜神儀式，多位主演及主創總有出席。

## 劇情
石一堅（周潤發飾）為他的女兒彩虹（童菲飾）及徒弟阿樂（余文樂飾）在澳門酒店舉行世紀婚禮，婚禮進行期間，小馬（張家輝飾）收到好友陳刀仔（劉德華飾）的電話來電，刀仔警告小馬要提防一個神秘的軍火商人易天行（張學友飾），天行是為了幫莫愁（劉嘉玲飾）報仇，而聘請了一班僱傭兵來追殺一堅，誓要將石一堅陷入死地……

## 演員表
| 演員                        | 角色           | 暱稱／關係 |
| 周潤發                      | 石一堅         | 魔术手 奔馳的結拜兄弟兼救命恩人 石彩虹養父 阿樂和馬大發師傅 莫愁之初戀情人，仍深愛其                                     |
| 周潤發                      | 高進           | 陳刀仔師傅 賭壇一代神話，知道易天行可怕之處，決定與石一堅聯手搗破JC集團                                                  |
| 劉德華                      | 陳刀仔         | 高進入室大弟子 |
| 張學友                      | 易天行         | 本片終極大反派 軍火商人、賭場大亨 單戀莫愁 追殺石一堅為莫愁報仇，最後被莫愁殺死                                          |
| 張家輝                      | 小馬（馬尚風） | D.O.A.前會計師，在彩虹結婚日子受襲，得刀仔相救 與堅一同對付易天行 高先生之表弟 喜歡高菲                                  |
| 李宇春 （粵語配音：林姍姍） | 高菲           | 高進堂妹 小馬之暗戀對象                                                                                                  |
| 劉嘉玲                      | 莫愁（蒼井）   | 本片前期大反派，后弃暗投明 石一堅的初戀情人，仍深愛其 一年前被易天行救回，但一直昏迷，為救堅而甦醒，最後死於石一堅懷抱裡 |
| 向佐                        | 龍十五         | 龍五之子 身手可媲美其父                                                                                                  |
| 向華強                      | 龍五           | 一代鎗神 高進相識多年的好兄弟                                                                                            |
| 羅家英                      | Only Yu        | 國際刑警武器專家 向石一堅等人售卖道具                                                                                    |
| 余文樂                      | 阿樂           | Vincent 石一堅的入室大弟子，後加入國際刑警 與石彩虹結婚                                                                  |
| 童菲                        | 石彩虹         | Rainbow 石一堅好友之女 朋友死後，被石一堅收为養女 與阿樂結婚                                                             |
| Gustavo Cavaliere           |                | 主禮神父 |
| 王詩齡                      | 馬初一         | 馬尚風之女 |
| 姜大衛                      | 偉哥           | 石一堅好友 阿樂之父 |
| 姜皓文                      | 馬大發         | 在敗給石一堅後，拜其為師，學了不少魔術手絕招。                                                                           |
| 陳嘉佳                      |                | 石一堅表妹 |
| 胡然                        | 紫衣/金衣      | 原莫愁的手下，後改跟易天行。                                                                                             |
| 江美儀                      | 冷小姐         | 國際刑警 |
| 曾國祥                      |                | 國際刑警 |
| 王君馨                      |                | 國際刑警 |
| 莊思敏                      |                | 國際刑警 |
| Timothy Skinner             |                | 國際刑警 |
| 吳志雄                      | 志 雄（大佬B） | 囚犯 |
| 金 剛                       | 九份黑金剛     | 囚犯 |
| 小 肥                       |                | 囚犯 |
| 陳奐仁                      |                | 囚犯 |
| Maria Cordero               | 符 能          | 獄警 |
| 謝可逸                      |                | Vincent兄弟 |
| 盧海鵬                      | 三太公         | 麻雀天王 |
| 元 秋                       | 六 嬸/包租婆   | 麻雀天后 |
| 徐冬冬                      |                | 搖骰天后 |
| Sally Victoria Benson       |                | 埃及知客 |
| Ash Yap                     | David          | |
| PSY                         | Mr. Wong       | 宇宙扑克王 易天行的助手，比高                                                                                            |
| 鍾采羲                      | 小 吳          | 易天行的手下 |
| 張虹一                      | 小 黑          | 易天行的手下 |
| 林莉嫻                      | 小 倉          | 易天行的手下 |
| 崔碧珈                      |                | 易天行的手下 |
| 何華超                      |                | 囚犯 |
| 徐偉棟                      |                | 囚犯 |
| 王晶                        | 晶哥           | 囚犯 |
| 沈瞳伽（聲演）              |                | 機械人傻強 |
| 王貝兒（聲演）              |                | 機械人奀妹 |

## 電影歌曲
| 曲別   | 歌名         | 作詞                                                      | 作曲                                              | 編曲           | 監製                  | 演唱                                           |
| 主題曲 | 恭喜發財2016 | 劉德華、李安修 （OT《咱们屯里的人》（粤语）填词：马金萍） | 陳德建 （OT《咱们屯里的人》（粤语）谱曲：杨柏森） | 蔡曉恩         | 陳德建、李安修、鄭 楠 | 劉德華、李宇春                                 |
| 插曲   | 打雀英雄傳   | 許冠傑                                                    | 許冠傑                                            | 許冠傑         |                       | 劉嘉玲、李宇春、張學友、劉德華、周潤發、張家輝 |
| 插曲   | 獨自去偷歡   | 周禮茂                                                    | 楊振龍                                            | 楊振龍、譚國政 |                       | 劉德華                                         |
| 插曲   | 停格         | 姚謙                                                      | 蔡健雅                                            | 蔡健雅、彭飛   |                       | 張學友                                         |

另在電影中眾人曾在監獄合唱《友誼之光》。

## 軼事
《賭城風雲III》的陣容中雲集了周潤發、劉德華、張學友、劉嘉玲和張家輝五位巨星，被傳媒形容為“四王一后”；其中周潤發同劉德華在這部電影中適逢第十次合作，而自《旺角卡門》、《阿飛正傳》、《超級學校霸王》及《江湖》後，劉德華同張學友將會第五次合作。自1988年的全港票房冠軍經典喜劇電影《八星報喜》後，張學友將同周潤發第二次合作，而兩人更是互相欣賞，同視對方為自己的偶像。由於身兼導演及監製的王晶所發表的言論，本電影遭到部分港人罷看，在香港的票房比預期差，只在初一門票全數售罄，其餘日子票房不佳。

## 票房
本片全球总票房为1.66亿美元，其中在中国上映当日收获了很多的票房，而在香港只在初一首日獲得高票房。因反响热烈，该片在中国大陆的放映截止时间由3月8日延期至3月20日，同时对票价作出调整。
雖然本片票房高，但影評卻非常低。影評家普遍認為本片雖然星光熠熠，但故事較鬆散，難以令觀眾投入。其中IMDb的評分為2.1/10分。

## 奬項
| 年度   | 颁奖典礼             | 奖项               | 姓名                 | 结果 |
| ------ | -------------------- | ------------------ | -------------------- | ---- |
| 2017年 | 第八屆金掃帚獎       | 最令人失望影片     | 《賭城風雲III》      | 獲獎 |
| 2017年 | 第八屆金掃帚獎       | 最令人失望導演     | 王晶                 | 獲獎 |
| 2017年 | 第八屆金掃帚獎       | 最令人失望編劇     | 王晶                 | 提名 |
| 2017年 | 第八屆金掃帚獎       | 最令人失望女演員   | 李宇春               | 提名 |
| 2017年 | 第八屆金掃帚獎       | 最令人失望集體演出 | 全體演員             | 獲獎 |
| 2017年 | 第12屆金話梅電影選舉 | 最爛電影導演       | 王晶、劉偉強、鍾少雄 | 獲獎 |
| 2017年 | 第12屆金話梅電影選舉 | 最爛場面           | 機械大戰             | 獲獎 |

## 外部連結
- 香港影庫上《賭城風雲III》的資料（繁體中文）
- 互联网电影数据库（IMDb）上《賭城風雲III》的资料（英文）
- 賭城風雲III的Facebook專頁
- 时光网上《賭城風雲III》的資料（简体中文）
- 豆瓣电影上《賭城風雲III》的資料 （简体中文）

## 電視節目的變遷
| 香港無綫電視翡翠台 星期六 20:30－22:30 時段 | 香港無綫電視翡翠台 星期六 20:30－22:30 時段 | 香港無綫電視翡翠台 星期六 20:30－22:30 時段 |
| ------------------------------------------- | ------------------------------------------- | ------------------------------------------- |
|                                             | 賭城風雲III （2022年1月22日）               |                                             |
| 使徒行者2：諜影行動 （2022年1月15日）       | 家有囍事 （2022年1月29日）                  |                                             |

| 台灣 衛視電影台 週六晚間9點全台首播 |
| ----------------------------------- |
| 賭城風雲3 2016.08.20                |

| 马来西亚 八度空间 新年特备 晚上9点30分 |
| -------------------------------------- |
| 賭城風雲3 2018.02.15                   |

| 新加坡新传媒8频道 新年特备 晚上10点30分 |
| --------------------------------------- |
| 賭城風雲3 2018.02.16                    |